# 風琴砲
風琴炮（Ribauldequin、rabauld、ribault、ribaudkin、organ gun）是中世紀出現的一種排炮，有許多小口徑的鐵管在炮架上平行排列，被認為是最早的機炮。當它齊射時可以射出一排口徑較小的炮彈，從十五世紀開始被使用，最常被用來作為反人員炮。

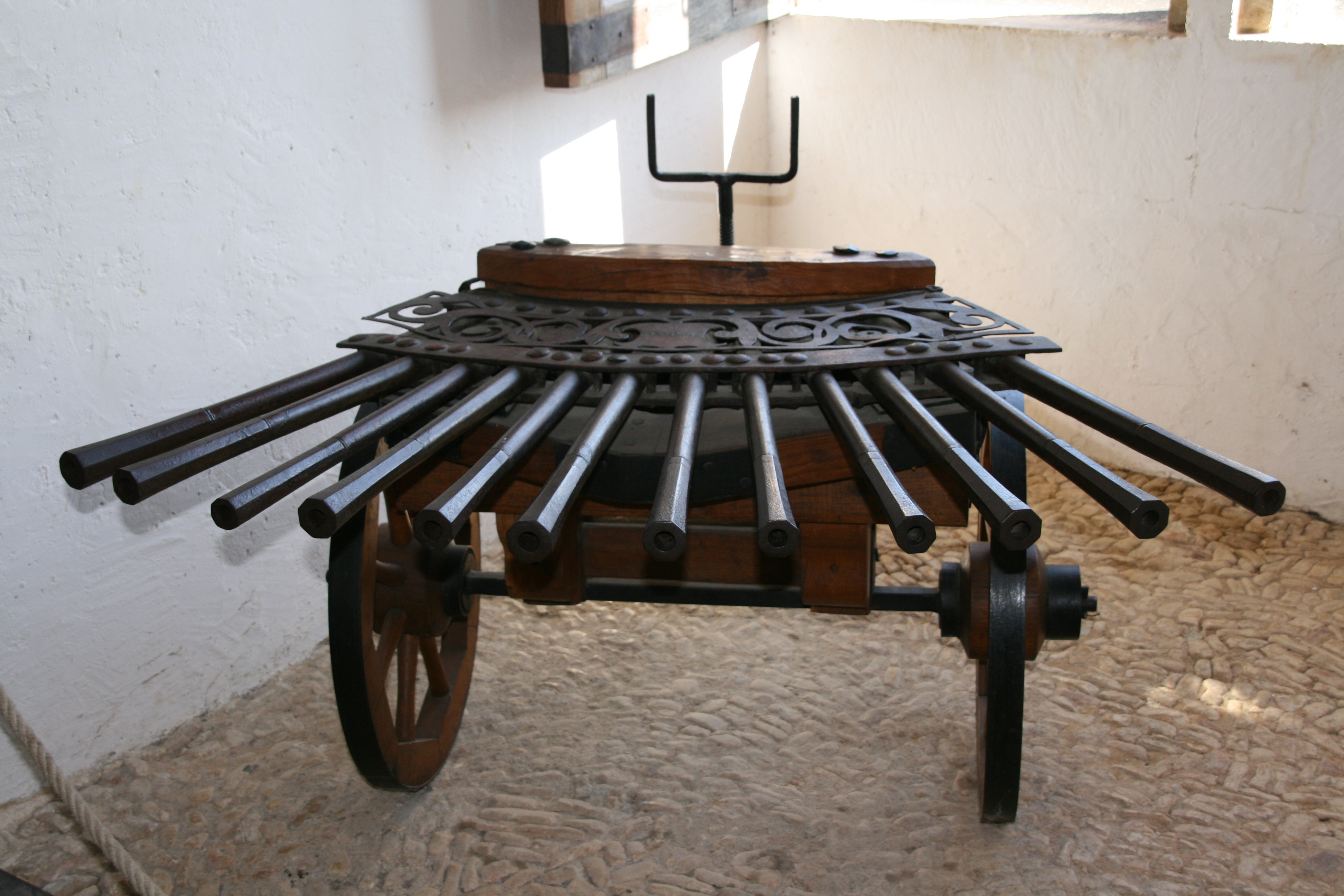
風琴炮，十六世紀，德國。

## 歷史
此炮最早被人知道是由英格蘭的愛德華三世的軍隊於1339年在百年戰爭的時候於法國使用。